# ザッツ・ザ・ウェイ・イット・イズ
「ザッツ・ザ・ウェイ・イット・イズ」（英: That's the Way It Is=それはそういうもの）はセリーヌ・ディオンのベストアルバム『ザ・ベリー・ベスト』からのリードシングル。1999年11月1日発売。

## 概要
作詞・作曲・プロデュースはイン・シンク、バックストリート・ボーイズ、ブリトニー・スピアーズなどのヒット曲を手がけたスウェーデンの音楽チームマックス・マーティン、クリスチャン・ランディン。アルバムの発売に合わせて放送されたCBSの特別番組ではディオンはイン・シンクとコラボレーションしこの曲を歌った。その他1999年のビルボード・ミュージック・アワードやディオンのライブツアー「Let's Talk About Love Tour」などでもこの曲が披露された。
後にこの曲はベストアルバム『ザ・スペシャル・ベスト』（2000年）や同じくベストアルバム『マイ・ラヴ:エッセンシャル・コレクション』（2008年、日本未発売）に収録された。クラブリミックスの一部はメトロが手がけている。またカップリング曲の「アイ・メット・アン・エンジェル（オン・クリスマス・デイ）」はアルバム未収録曲である。
ミュージックビデオはリズ・フリードランダーの監督で撮影され、1999年11月4日にVH1で初公開された。後にDVD『ザ・ベリー・ベスト〜ビデオ・コレクション〜』に収録されている。またこのミュージックビデオはカナダのミュージックビデオ大賞「マッチミュージック・ビデオ・アワード」にもノミネートされた。
日本では女子プロゴルフトーナメントのフンドーキンレディースのイメージソングとして採用されている。

2008年にはmelody.がカバーし、自身のシングル「遥花〜はるか〜」にカップリング曲として収録された。
- 調（転調あり）：嬰ハ短調（C♯m）→ホ短調（Em）→イ長調（A）

## 収録曲
オーストラリア版/ヨーロッパ版/日本版/イギリス版CDシングル
1. 「ザッツ・ザ・ウェイ・イット・イズ」 – 4:01
2. 「アイ・メット・アン・エンジェル（オン・クリスマス・デイ）」 – 3:20

オーストラリア版/ヨーロッパ版/イギリス版CDマキシシングル
1. 「ザッツ・ザ・ウェイ・イット・イズ」 – 4:01
2. 「アイ・メット・アン・エンジェル（オン・クリスマス・デイ）」 – 3:20
3. 「マイ・ハート・ウィル・ゴー・オン」(ライブ) – 5:23

イギリス版CDマキシシングル#2
1. 「ザッツ・ザ・ウェイ・イット・イズ」 – 4:01
2. 「ザッツ・ザ・ウェイ・イット・イズ」(Metro club remix) – 5:28
3. 「アナザー・イヤー・ハズ・ゴーン・バイ」 – 3:24

アメリカ版CDマキシシングル
1. 「ザッツ・ザ・ウェイ・イット・イズ」 – 4:01
2. 「ザッツ・ザ・ウェイ・イット・イズ」(Metro club remix) – 5:28
3. 「アイ・ウォント・ユー・トゥ・ニード・ミー」(Thunderpuss radio mix) – 4:32
4. 「アイ・ウォント・ユー・トゥ・ニード・ミー」(Thunderpuss club mix) – 8:10

## 公式版アレンジ
1. 「ザッツ・ザ・ウェイ・イット・イズ」(Metro mix edit) – 3:12
2. 「ザッツ・ザ・ウェイ・イット・イズ」(Metro mix) – 3:20
3. 「ザッツ・ザ・ウェイ・イット・イズ」(Metro club remix) – 5:28
4. 「ザッツ・ザ・ウェイ・イット・イズ」(album version) – 4:01

## チャート
| チャート(1999年)                                           | 最高位 |
| ---------------------------------------------------------- | ------ |
| オーストラリア・シングルチャート                           | 14     |
| オーストリア・シングルチャート                             | 8      |
| ベルギー フランデレン地域圏・シングルチャート              | 17     |
| ベルギー ワロン地域圏・シングルチャート                    | 7      |
| カナダ・シングルチャート                                   | 13     |
| カナダ・アダルトコンテンポラリーチャート                   | 1      |
| オランダ・シングルチャート                                 | 7      |
| ヨーロッパ・シングルチャート                               | 2      |
| フィンランド・シングルチャート                             | 4      |
| フランス・シングルチャート                                 | 6      |
| ドイツ・シングルチャート                                   | 8      |
| アイルランド・シングルチャート                             | 12     |
| イタリア・シングルチャート                                 | 3      |
| ニュージーランド・シングルチャート                         | 7      |
| ノルウェー・シングルチャート                               | 3      |
| スペイン・シングルチャート                                 | 7      |
| スウェーデン・シングルチャート                             | 2      |
| スイス・シングルチャート                                   | 5      |
| イギリス・シングルチャート                                 | 12     |
| アメリカ・ビルボードホット100                              | 6      |
| アメリカ・ビルボードホットアダルトコンテンポラリートラック | 1      |
| アメリカ・ビルボードホットアダルトトップ40トラック         | 5      |
| アメリカ・ビルボードホットダンスシングルセールス           | 7      |
| アメリカ・ビルボードホットラテンポップエアプレイ           | 19     |
| アメリカ・ビルボードラテントロピカルエアプレイ             | 17     |
| アメリカ・ビルボードリズミックトップ40                     | 40     |
| アメリカ・ビルボードトップ40メインストリーム               | 3      |
| アメリカ・ビルボードトップ40トラック                       | 3      |